# 도로시 리비어

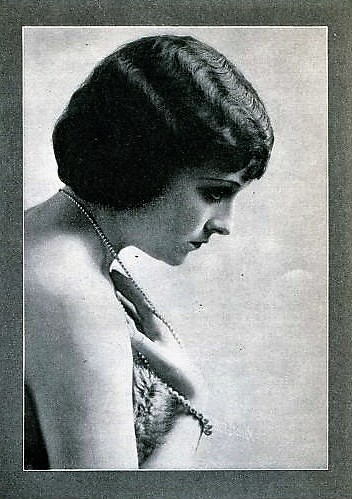

도로시 리비어(Dorothy Revier, 1904년 4월 18일 ~ 1993년 11월 19일)는 미국의 배우, 영화배우이다.
오클랜드에서 태어났으며 할리우드에서 사망하였다. 포리스트 론 메모리얼 파크에 매장되었다.

## 영화
- 서커스의 모녀 (1935년)
- 노 리빙 위트니스 (1932년)
- 홀드 에브리씽 (1930년)
- 댄스 오브 라이프 (1929년)
- 철가면 (1929년)